# Bruce D. Perry
Bruce Duncan Perry (geboren 1955) ist ein amerikanischer Psychiater, der vor allem für seine Arbeit auf dem Gebiet der Forschung zur Neurophysiologie in Bezug zur Traumatherapie bekannt ist und als Begründer des „neurosequentiellen Ansatzes in der Traumatherapie“ und „einer der wichtigsten Kindertraumatologen der USA“ gilt. Er ist Gründer und Vorstandsmitglied der ChildTrauma Academy, einer Non-Profit-Organisation in Houston zur Förderung der Erziehung und Bildung von traumatisierten Kindern. Darüber hinaus ist er außerordentlicher Professor an der Feinberg School of Medicine der Northwestern University. In Deutschland wurde er vor allem durch seine Fachbücher bekannt.

## Leben
Bruce D. Perry wuchs in Bismarck, der Hauptstadt von North Dakota, auf. Er studierte im Grundstudium an der Stanford University und am Amherst College. Seine Studienabschlüsse als Medical Doctor und als Doctor of Philosophy erhielt er an der Northwestern University. An der Medical School der Yale University absolvierte Bruce D. Perry seine Facharztausbildung. Er war Stipendiat für Kinder- und Jugendpsychiatrie an der University of Chicago. Dort war er von 1988 bis 1991 Mitglied der Fakultät für Pharmakologie und Psychiatrie. Von 1992 bis 2001 war er Trammell Research Professor für Kinderpsychiatrie am Baylor College of Medicine in Houston. Er war in diesem Zeitraum auch Leiter der Psychiatrie des zum College gehörigen Kinderkrankenhauses. Weiterhin bekleidete er dort den Posten eines stellvertretenden Vorsitzenden für den Forschungsbereich Psychiatrie. 2001 wurde er zum medizinischen Direktor des Programmes für die psychische Gesundheit von Kindern der Provinz Alberta berufen. Er hatte diesen Posten bis 2003 inne und ist seither dort in beraterischer Funktion tätig. Parallel zu diesen Tätigkeiten gründete er die ChildTrauma Academy, die er seit 1990 leitet.

## ChildTrauma Academy
Die ChildTrauma Academy wurde 1990 unter dem Namen Center for the Study of Childhood Trauma am St. Joseph Carondolet Children’s Center in Chicago gegründet. Grundlage für die Arbeit des Zentrums waren Bruce D. Perrys Forschungsarbeiten am Department of Psychiatry, Pediatrics and Pharmacology der University of Chicago. 1992 erfolgte der Umzug nach Houston und eine Namensänderung der Institution in ChildTrauma Programs, nachdem Perry dort eine Stelle als Leiter der Psychiatrie am Texas Children’s Hospital des Baylor College of Medicine angetreten hatte. Die enge Zusammenarbeit zwischen den beiden Institutionen in dieser Zeit geht ebenfalls auf Bruce D. Perry zurück. Seit 1994 unterstützte die CIVITAS Initiative Chicago die Arbeit des ChildTrauma Programs finanziell, so dass die Institution von 1995 bis 1998 den Namen CIVITAS ChildTrauma Programs trug. Die letztendliche Umbenennung in ChildTrauma Academy erfolgte 1998, nachdem der inhaltliche Fokus sich immer mehr in Richtung einer interdisziplinären Arbeit verschoben hatte und unter anderem Richter, Kinderärzte, Pflegeeltern und Erzieher mit in die Arbeit eingebunden wurden. Bruce D. Perry ist seit der Gründung Leiter der ChildTrauma Academy.

## Beratende Tätigkeit
Bruce D. Perry wurde mehrfach von Regierungsorganisationen, Städten und Gemeinden zur beratenden Unterstützung bei der Versorgung von traumatisierten Kindern nach medienwirksamen Katastrophen gebeten. Das erste Mal war dies 1993 nach der Stürmung des Sitzes der Sekte Branch Davidians in Waco durch US-amerikanische Sicherheitsbehörden, dann 1995 nach dem Bombenattentat von Oklahoma. Weitere Einsätze hatte er unter anderem 1999 nach dem Amoklauf an der Columbine High School, nach den Terroranschlägen am 11. September 2001, 2005 nach dem Hurrikan Katrina, nach dem Erdbeben in Haiti 2010 und 2012 nach dem Amoklauf an der Sandy Hook Elementary School. Für die Regierung von Alberta ist er seit 2003 als ständiger Berater zum Thema der psychischen Gesundheit von Kindern tätig. Auch der Fernsehstar Oprah Winfrey holte sich Beratung und Unterstützung bei Bruce D. Perry, als an ihrer privaten Schule Oprah Winfrey Leadership Academy for Girls in Südafrika Fälle von sexualisierter Gewalt bekannt wurden.

## Trivia
Bruce D. Perrys Ehefrau Arlis wurde im Oktober 1974 auf dem Campus der Stanford University ermordet. Erst 44 Jahre später am 28. Juni 2018 wurde der damals zuständige Wachmann Steve Crawford mithilfe von DNA-Spuren, die in der Kleidung des Opfers sichergestellt wurden, überführt. Als man ihn mit einem Durchsuchungsbeschluss aufsuchte, hat sich Steve Crawford mit einer Schusswaffe selbst hingerichtet. Während der Ermittlungen galt Bruce D. Perry vorübergehend als verdächtig, wurde aber im Verlauf der Untersuchungen von der Verdächtigenliste gestrichen.

## Veröffentlichungen und Wahrnehmung in den Medien
Die Aufklärung der Öffentlichkeit über seine Erkenntnisse zu besseren Betreuungs- und Therapiemöglichkeiten von traumatisierten Kindern ist ein Ziel von Bruce D. Perry. Dazu hat er für die ChildTrauma Academy einen Videokanal bei YouTube eingerichtet. Außerdem gibt es zwei Dokumentarfilme über seine Arbeit, in denen er sich selbst spielt: Der Blender – The Imposter und eine Folge von Bodyshock. Bruce D. Perry trat wiederholt in bekannten Fernseh- oder Hörfunksendungen auf, wie z. B. der Today Show, der Nightline und der Oprah Winfrey Show. Bruce D. Perrys kritische Äußerungen zum Thema Diagnose und medikamentöse Therapie von ADHS wurden international in der Fachöffentlichkeit und den Medien diskutiert.
Neben zahlreichen Artikeln in Fachzeitschriften hat Bruce D. Perry mehrere Bücher veröffentlicht. Auf Deutsch erschienen die beiden Titel, die er gemeinsam mit Maia Szalavitz geschrieben hat.

### Buchpublikationen auf Deutsch
- Gemeinsam mit Maia Szalavitz: Für die Liebe geboren: warum Einfühlung und Empathie so wesentlich sind, Arbor Verlag, Freiburg im Breisgau 2012, ISBN 978-3-86781-066-1.
- Gemeinsam mit Maia Szalavitz: Der Junge, der wie ein Hund gehalten wurde: was traumatisierte Kinder uns über Leid, Liebe und Heilung lehren können; aus der Praxis eines Kinderpsychiaters, Kösel Verlag, München 2008, ISBN 978-3-466-30768-5.

### Buchpublikationen auf Englisch
- Gemeinsam mit Kristie Brandt, Stephen Seligman und Ed Tronick: Infant and Early Childhood Mental Health: Core Concepts and Clinical Practice, American Psychiatric Publishing, Arlington 2014, ISBN 978-1-58562-529-1
- Gemeinsam mit Jana L. Rosenfelt: A Child's Loss: Helping Children Exposed to Traumatic Death The ChildTrauma Academy Press, Houston 2013
- Brief: Reflections on Childhood, Trauma and Society, The ChildTrauma Academy Press, Houston 2013
- Gemeinsam mit Maia Szalavitz: Born for Love: Why Empathy Is Essential - and Endangered, William Morrow Paperbacks, New York 2011, ISBN 978-0-06-165679-8
- Gemeinsam mit Maia Szalavitz: The Boy Who Was Raised as a Dog: And Other Stories from a Child Psychiatrist's Notebook - What Traumatized Children Can Teach Us About Loss, Love, and Healing, Basic Books, New York 2007, ISBN 978-0-465-05653-8